# Handlirschia
Handlirschia  (лат.) — род песочных ос из подсемейства Bembicinae (триба Bembicini). Эндемики Южной Африки (Намибия и ЮАР), где встречается два вида. Рыжевато-чёрные осы с красновато-рыжыми ногами и усиками. Внутренние орбиты глаз почти параллельные и широко разделённые. Югальная область заднего крыла хорошо развита и обычно крупнее тегул. Вторая субмаргинальная ячейка без стебелька. Биология не известна. Род был назван в честь австрийского энтомолога Антона Хандлирша. В 1996 году российские гименоптерологи Аркадий Степанович Лелей и Павел Геннадьевич Немков выделили род Handlirschia вместе с родами Ammatomus, Kohlia, Sphecius и Tanyoprymnus в отдельную подтрибу Handlirschiina Nemkov & Lelej, 1996.
- Handlirschia aethiops (Handlirsch, 1889) — Южная Африка (Квазулу-Натал: в основном, Зулуленд), Намибия[2][3]
  - =Sphecius aethiops Handlirsch, 1889
- Handlirschia scoliaeformis (Arnold, 1929) — Южная Африка (Лимпопо, Трансвааль)[2][3]
  - =Stizus scoliaeformis Arnold, 1929 
  - =Handlirschia tricolor Gess, 1973